# As Três Marias (romance)
As Três Marias é um romance de Rachel de Queiroz publicado em 1939.
O romance narra a história de vida de três amigas desde a adolescência até a vida adulta: Maria Augusta, Maria José e Maria da Glória, apelidadas de "As Três Marias".

## Trama
O romance é narrado por Maria Augusta (Guta),  uma das protagonistas da história e começa quando esta vai para um internato em Fortaleza no Ceará aos 27 anos, lá ela conhece Maria José e Maria da Glória, e se inicia uma amizade profunda entre as três. 
Ficaram conhecidas como As Três Marias porque uma freira que assim as chamou, por conta dos seus nomes: Maria Augusta, Maria José e Maria da Glória e por viverem sempre juntinhas, como a constelação de Órion. Juntas, ajudavam as outras amigas a solucionar seus problemas.
O tempo passa e o estudo no internato acaba, agora já adultas cada uma segue um rumo, mas a amizade prevalece.
Glória logo se casa com Afonso e tem um filho.
Maria José vai morar com a mãe e os irmãos, se torna uma mulher muito religiosa se afastando dos prazeres da vida, já que ela acha que é pecado, e arruma um emprego como professora. 
Guta após sair do internato vai para o interior morar com sua família, mas acaba percebendo que sua família quer transformá-la em uma dona de casa. Descontente, Guta volta para Fortaleza, começa a trabalhar como datilógrafa e vai morar com Maria José, algum tempo depois ela conhece Raul por quem se apaixona mas logo termina o romance, pois ele era casado e queria que ela fosse sua amante.
Depois de terminar com Raul, Guta percebe que seu amigo Aluísio está gostando dela, só que alguns dias depois de perceber isso Aluísio suicida-se, e todos a culpam por isso.
Guta muito triste com os últimos acontecimentos decide tirar umas férias e vai para o Rio de Janeiro lá conhece Isaac. Um estrangeiro, que lhe apresenta a cidade. Ela logo se apaixona por Isaac, e com ele tem sua primeira noite de amor.
O tempo de férias acaba e Guta tem que voltar para Fortaleza. Chegando lá, ela aborta o bebê, filho de Isaac, e decide voltar para o interior para morar com sua família.